# 西山克哉
西山 克哉（にしやま かつや、1967年8月7日 - ）は、ロンドンパラリンピックセーリング競技代表選手。

## 略歴
1967年8月7日、滋賀県甲賀郡石部町（現滋賀県湖南市）に生まれる。24歳の時にアルバイトのビルの窓拭きで７階から転落し、全身骨折と脊髄損傷で寝たきりの状態となった。友人からの「どうせやったら精いっぱいリハビリをして、それでだめやったらそのときや」と言う言葉に奮い立ち、リハビリと整体修行に励んだ。1999年自宅に西山整体院を開業し、2001年より自転車・カヌー・ヨットを取り入れたリハビリを通じて、ヨット競技で頭角を現し、2012年開催されたロンドンパラリンピック・セーリング（ヨット）競技の内3人1組で競う「ソナー」に日本代表として参加（14位）した。

## 関連事項
- 公益財団法人日本障害者スポーツ協会日本パラリンピック委員会. “ロンドン2012パラリンピック競技大会 選手名鑑”. 2013年7月19日閲覧。
- ロンドンパラリンピック日本選手団